# Eva Esnaola Agesta
Eva Esnaola Agesta (23 de noviembre de 1960 en Urnieta, Guipúzcoa) es una atleta española especialista en pruebas de  ultrafondo. Es la primera atleta española que ha participado en la Spartathlon, en cuya edición de 2014 se clasificó en tercer lugar tras cubrir los 247 km del recorrido entre Atenas y Esparta en 30 horas y 52 minutos. En la actualidad posee las mejores marcas mundiales W55 de la IAU de los 50 km y las 6, 12 y 24 horas, y las W60 de los 100 km y las 12 horas.  Pertenece al Club Deportivo Hernani. Ha participado con la selección española en los mundiales IAU de 24 horas de Katowice (2012), Belfast (2017) y Verona (2022). En este último campeonato se convirtió, a sus 61 años, en la atleta de mayor edad en representar oficialmente a España en una competición internacional.

## Títulos y récords
- Subcampeona de España absoluta de 100 km en 2010 y 2011
- Campeona del Mundo Veterana W55 de 24 horas en 2017
- Subcampeona del Mundo Veterana W55 de 100 km en 2016
- Plusmarquista mundial de las 24 horas W55 (217,811 km)
- Plusmarquista mundial de las 12 horas W55(126,309 km) y W60 (128,095 km)
- Plusmarquista mundial de las 6 horas W55 (71,371 km)
- Plusmarquista mundial de los 100 km W60 (9:13:49)
- Plusmarquista española W55 de maratón (3:05:16)
- Ex plusmarquista española de los 50 km (3:53:30)
- Ex plusmarquista española de las 12 horas (126,926 km)

## Palmarés

### 2008
2.ª clasificada en los 100 km Internacionales de Cantabria (9:03:40) 

### 2010
- Vencedora de los 50 km de Madrid (4:14:35)
- 2.ª clasificada en los 100 km de Cantabria (8:56:29)
- 2.º clasificada en las 24 horas de Barcelona (214,666 km)

### 2011
- 2.ª clasificada en los 100 km de Cantabria (8:40:02)

### 2012
- Vencedora de las 24 horas de Barcelona de 2012 (210,680 km)
- 3.ª clasificada en los 6 días de Antibes (591,413 km)[3]
- 12.ª clasificada en el Campeonato del Mundo I.A.U. de 24 horas (Katowice, POL) con 218,172 km.[4]

### 2014
- Vencedora de las 12 horas de Villenave d'Ornon (126,926 km)
- 3.º clasificada en la Spartathlon (246 km) en 30 horas y 52 minutos.

### 2015
- Vencedora de las 24 horas de Albi (202,765 km)
- Vencedora del Canal de Castilla Ultra Race (107 km)
- 2.ª clasificada en las 6 horas de Barcelona (71,371 km)

### 2016
- Segunda clasificada en el Campeonato del Mundo Veterano W55 de 100 km (Los Alcázares) con 9:03:00.
- Vencedora de las 24h Run de Las Palmas de Gran Canaria (189 km)
- Vencedora de la Maratón Río Boedo con 3 h 41 min 30 s
- Vencedora de la Maratón Vías Verdes Plazaola con 3 h 09 min 25 s
- Vencedora de la Maratón de Alcalá de Henares con 3 h 19 min 20 s
- Vencedora de la Media Maratón de Báscones de Ojeda con 1 h 29 min 22 s
- Vencedora de la Media Maratón del Canal de Castilla con 1 h 34 min 38 s
- Tercera clasificada de las 24 horas de Barcelona con 217,811 km

### 2017
- Primera clasificada en el Campeonato del Mundo W55 de 24 horas (Belfast) con 199,360 km
- Tercera clasificada en el Maratón Vías Verdes de Plazaola con 3 h 12 min y 6s

### 2018
- Primera clasificada en el Campeonato de España de Maratón W55 (Maratón Castilla La Manca) con 3:16:54
- Vencedora del Maratón Río Boedo con 3:29:34
- Vencedora del Maratón Vía Verde del Plazaola con 3:15:08
- Vencedora del Maratón de Valencia Trinidad Romero en la categoría W55 con 3:08:27 (3:07:24)
- Segunda clasificada en los 100 km de Winschoten con 8:45:19
- Segunda clasificada del I Maratón Ciudad de Jaén con 3:25:25
- Tercera clasificada del Medio Maratón Báscones de Ojeda con 1:37:23
- Tercera clasificada de los 50 km de Belvès con 4:30:12

### 2019
- Primera clasificada en el Maratón Río Boedo con 3:39:33
- Tercera clasificada en la prueba Open de las 24 horas de Albi con 210,030 km

### 2021
- Vencedora de las 12 horas del Festival de Ultrafondo - Gran Premio "Ciutat de Burjassot" con 128,095 km

### 2022
- Vencedora de la Maratón de la Sierra de Alcaraz con 3:40:43
- Vencedora de la Maratón en Pista Ciudad de Jaén con 3:30:02
- Vencedora de la  Maratón Río Boedo con 3:39:56

## Mejores marcas personales
- 50 km: 4:14:35 (Madrid, 30.05.2010)
- 6 horas: 71,371 km (Barcelona, 19.05.2015)
- 100 km: 8:40:02 (Santa Cruz de Bezana, 24.09.2011)
- 12 horas:  128,095 km (Burjassot, 09.05.2021)
- 24 horas ruta: 218,172 km (Katowice, 08-09.09.2012)
- 24 horas pista: 214,666 km (Barcelona, 18-19.12.2010)
- 6 días: 591,413 km (Antibes, 3-9.06.2012)

## Todos sus 54 maratones
Mejor marca: 3:05:16 (San Sebastián, 2017)
- 24.11.02	XXV Maratón de San Sebastián 	3:26:39

- 23.11.03	XXVI Maratón de San Sebastián	3:16:23

- 28.11.04	XXVII Maratón de San Sebastián	3:11:54

- 03.09.05	Cto. Mundo Veteranos Maratón (San Sebastián)	3:17:05

- 26.04.09	XXXII Maratón de Madrid 	3:30:50
- 24.10.09	Bibao Night Marathon 	3:30:32
- 29.11.09	XXXII Maratón de San Sebastián	3:08:07

- 25.04.10	XXXIII Maratón de Madrid	3:20:27
- 31.10.10	XV Quixote Maratón Castilla-La Mancha (Ciudad Real)	3:11:21
- 28.11.10	XXXIII Maratón San Sebastián 	3:08:56

- 23.01.11	Motorland Maratón (Alcañiz)	3:28:13
- 13.02.11	XXVII Maratón Ciudad de Sevilla	3:16:25
- 31.07.11	Maratón en pista Hernani	3:20:15
- 21.08.11	X Maratón Rio Boedo (Báscones de Ojeda)	3:29:17
- 27.11.11	XXXIV Maratón San Sebastián 3:05:23

- 19.02.12	XXVIII Maratón Ciudad de Sevilla 3:20:49
- 20.05.12	Maratón Aguilar de Campoo	3:21:37
- 19.08.12	XI Maratón Rio Boedo (Báscones de Ojeda) 3:38:17
- 30.09.12	VI Maratón de Zaragoza	3:24:27
- 25.11.12	XXXV Maratón San Sebastián 3:09:43

- 24.11.13	XXXVI Maratón de San Sebastián 	3:10:31

- 27.04.14	XXXVII Maratón de Madrid		3:26:24
- 17.08.14	XIII Maratón Río Boedo (Báscones de Ojeda) 3:28:42
- 30.11.14	XXXVII Maratón de San Sebastián 3:08:49

- 16.08.15	XIV Maratón Río Boedo (Báscones de Ojeda) 3:37:15
- 29.11.15	XXXVIII Maratón de San Sebastián 3:07:15

- 21.02.16	Zúrich Maratón de Sevilla 3:06:54
- 24.04.16	Maratón de Albi 3:14:24
- 21.08.16	XV Maratón Río Boedo (Báscones de Ojeda) 3:41:30
- 11.09.16	Maratón Vías Verdes de Plazaola 3:09:25
- 09.10.16	Maratón de Burgos 3:16:38
- 30.10.16	Maratón de Alcalá de Henares 3:19:20

- 09.07.17	Maratón Solidario de Jaén 3:54:57
- 17.09.17	Maratón Vías Verdes Plazaola 3:12:06
- 26.11.17	XL Maratón de San Sebastián 3:05:16 (Récord de España W55)

- 11.03.18	XLI Maratón de Barcelona 3:14:27
- 08.07.18	I Maratón Ciudad de Jaén 3:24:25
- 19.08.18   XVII Maratón Río Boedo 3:29:34
- 16.09.18   XVII Maratón Vía Verde del Plazaola 3:15:08
- 21.10.18   XXIII Maratón Popular de Castilla-La Mancha 3:16:54
- 02.12.18   XXXVIII Maratón Valencia Trinidad Alonso 3:07:24

- 18.08.19   XVIII Maratón Río Boedo 3:39:30
- 24.11.19   XLII Maratón de San Sebastián 5:09:57

- 22.05.21   Maratón en pista de Ordizia 3:19:00
- 01.08.21   Maratón en pista de Tegueste 3:27:35
- 26.09.21   Maratón de Madrid 3:26:46
- 28.11.21   XLIII Maratón de San Sebastián 3:22:39

- 06.03.22   Bilbao Bizkaia Marathon 3:22:44
- 16.04.22   Mega Race Sierra de Alcaraz 3:40:43
- 25.04.22   Zurich Rock´n Roll Madrid Marathon 3:33:13 (3:32:23)
- 05.06.22   Maratón de Biarritz - Pays Basque 3:35:46
- 03.07.22   Maratón en Pista Ciudad de Jaén 3:30:02
- 21.08.22   Maratón Río Boedo 3:35:56
- 27.11.22   XLIV Maratón de San Sebastián 3:30:33